# Truskawiec (stacja kolejowa)
Truskawiec (ukr. Трускавець, ros. Трускавец) – stacja kolejowa w miejscowości Truskawiec, w rejonie drohobyckim, w obwodzie lwowskim, na Ukrainie. Jest to stacja krańcowa linii.
Stacja powstała w czasach Austro-Węgier. W okresie międzywojennym, gdy stacja leżała w Polsce, Truskawiec miał bezpośrednie połączenia z Gdynią, Helem, Lwowem, Łodzią, Warszawą i z Wilnem.

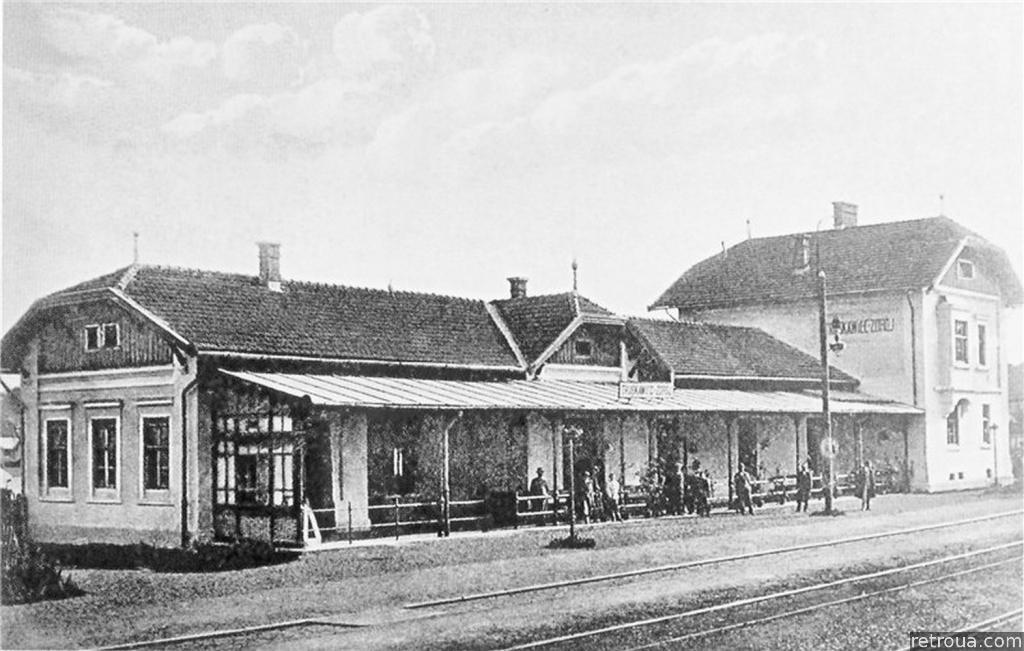
Stacja w 1912
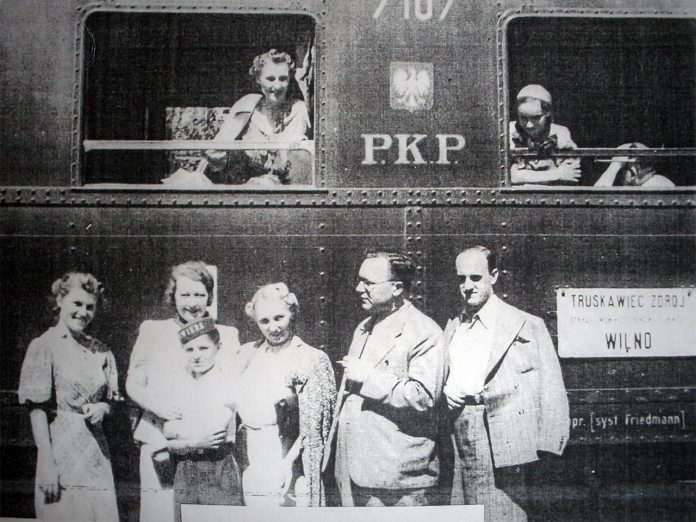
Pociąg relacji Truskawiec-Zdrój - Wilno na stacji w latach 30. XX w.